# 一家衆
一家衆（いっけしゅう）とは、浄土真宗本願寺派の用語で、中世、近世における本願寺歴代法主の庶子・猶子といった親族集団の総称。特に傍系庶子一族をさす。

## 概要
本願寺派は、血脈相承によって法流を伝持していったため、強い家意識を形成したが、代を重ねるごとに数が増え、統制をとる必要がでてきたことから、戦国時代に集権化する目的で、序列をつけたものである。
永正13年（1516年）、第9世法主実如によって一門衆と共に定められた。一門衆の次男以下が対象とされた他、非血縁の者も含まれるケースがあった。一家衆の子は法主の猶子として一字拝領を受けることができた。江戸時代に入ると細分化され、院家・内陣・余間・三之間など、着席の席次に基づいて一家衆の間にも格式が生まれることとなった。